# 卢敏 (1963年)
卢敏（1963年—），男，汉族，出生于安徽，享受国务院政府特殊津贴专家，中华人民共和国翻译家，曾任中国外文局翻译专业资格考评中心副主任。

## 生平
1984年毕业于安徽师范大学外语系，同年分配至阜阳师范学院（现阜阳师范大学）外语系任教。1989年研究生毕业于黄河大学（现郑州大学），随后在美国马萨诸塞州立大学访问一年。1989年至2003年，任中央编译局文献部英文处副处长。2003年任中国外文局翻译专业资格考评中心副主任。2005年加入中国共产党。现任中国外文局华语教学出版社英文审稿专家。

## 学术贡献
曾参加全国人大、全国政协、中国共产党全国代表大会等会议文件的英文翻译和审定，参加《周恩来选集》、《陈云文选》、《刘少奇选集》、《邓小平文选》、《中国共产党七十年》、《我的父亲—邓小平》等书籍的英文翻译和审定。主编CATTI考试用书等若干册。

## 社会兼职
中国翻译协会理事，全国翻译专业资格（水平）考试英语专家委员会委员，全国翻译系列高级评审委员会委员。